# Verderio Inferiore

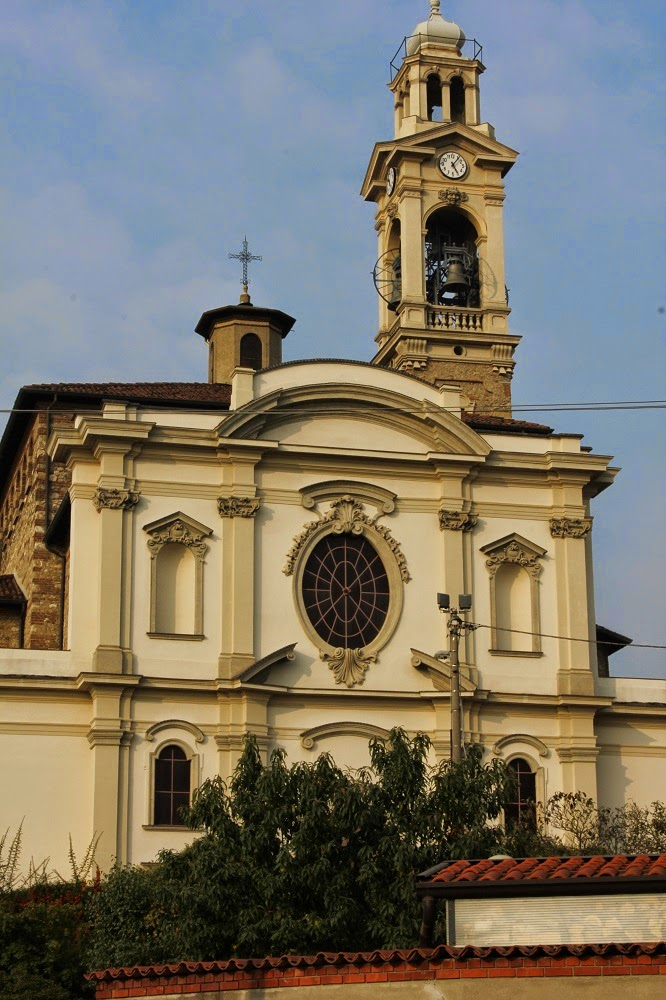
Kirche SS. Nazario e Celso

Verderio Inferiore (lombardisch Verdé de Sot) ist eine Fraktion der italienischen Gemeinde (comune) Verderio in der Provinz Lecco, Region Lombardei.

## Geographie
Der Ort liegt etwa 20 km südöstlich der Provinzhauptstadt Lecco und 30 km nordöstlich der Millionen-Metropole Mailand, auf der orographisch rechten Flussseite des Adda auf 249 m s.l.m.

## Geschichte
Von 1905 bis Januar 2014 war Verderio Inferiore eine eigenständige Gemeinde. Im Februar 2014 schloss sich Verderio Inferiore mit der Gemeinde Verderio Superiore zur Gemeinde Verderio zusammen, die 1905 aufgelöst worden war. Zum 31. Dezember 2013 lebten in Verderio Inferiore 3069 Einwohner, was bei einer Fläche von etwa 3,82 km² einer Bevölkerungsdichte von 803 Einwohnern pro km³ entspricht.